# فرانك بي. بون
فرانك بي. بون هو مصرفي وسياسي أمريكي، ولد في 14 يوليو 1866، وتوفي في 1 يونيو 1944. نشط حزبياً في الحزب الديمقراطي والحزب الجمهوري. وقد انتخب عضو مجلس ولاية ميشيغان ‏ وانتخب عضو مجلس النواب الأمريكي.